# Official Vandal
Official Vandal – polski zespół hip-hopowy. Formacja powstała w 2009 roku z inicjatywy raperów Kokota i Mixo oraz producenta muzycznego Szczura.
Latem 2014 roku zespół podpisał kontrakt wydawniczy z wytwórnią muzyczną Prosto. Debiutancki album formacji zatytułowany Innocent ukazał się 20 października 2014 roku. Znaczną część materiału wyprodukował Szczur. Dodatkowe beaty zrealizowali Opiat i Siwers. Wśród gości na płycie znaleźli się m.in. Ero, Merd, Rufuz oraz Ratel. Z kolei partie scratch’y wykonali DJ Black Belt Greg, DJ Kebs, DJ Grubaz oraz DJ Falcon1. Wydawnictwo dotarło do 27 miejsca polskiej listy przebojów (OLiS).

## Dyskografia
Albumy
| Innocent                    | - Data: 20 października 2014 - Wydawca: Prosto - Format: CD, digital download | 27 |
| „–” album nie był notowany. |                                                                               |    |

Występy gościnne
| Album                          | Rok  | Utwór                                                                                | Źródło |
| ------------------------------ | ---- | ------------------------------------------------------------------------------------ | ------ |
| Bonus RPK – Wkurwiony dzieciak | 2009 | „Hazard” (gościnnie: Łysol, Official Vandal, Joker, G2E)                             | [ 5 ]  |
| Małach, Rufuz – Relacja 2012   | 2012 | „Kilka słów o mnie” (gościnnie: Official Vandal, Warunia, Kafar, Dudek P56, Narczyk) | [ 6 ]  |

## Teledyski
| Tytuł                                  | Rok  | Reżyseria   | Album    | Źródło |
| -------------------------------------- | ---- | ----------- | -------- | ------ |
| „Szlajana”                             | 2014 | Out Of Mind | Innocent | [ 7 ]  |
| „Ha Ha Ha” (gościnnie: Ero, DJ Grubaz) | 2014 | Oesvidyo    | Innocent | [ 8 ]  |
| „One Love” (gościnnie: DJ Grubaz)      | 2014 | TJF         | Innocent | [ 9 ]  |